# Angelo Felice Capelli
Angelo Felice Capelli (Parma, 2 de noviembre de 1681-Ceneda, 15/16 de noviembre de 1749) fue un matemático y astrónomo italiano.

## Obras
- Astrosophia numerica (en latín) 1. Venecia: Antonio Mora. 1733.
- Astrosophia numerica (en latín) 2. Venecia: Antonio Mora. 1736.
- Astrosophia numerica (en latín) 3. Venecia: Antonio Mora. 1737.
- Breve compendio d'operazioni geometriche da farsi colla sola riga, e compasso (en italiano). Venecia: Giovanni Battista Albrizzi. 1765 [1741].